# 杏寨乡
杏寨乡，是中华人民共和国山西省朔州市应县下辖的一个乡镇级行政单位。

## 行政区划
杏寨乡下辖以下地区：
杏寨村、赤堡村、小南头村、望岩村、大西头村、大北头村、辛坊村、下甘港村、河疃村、冯庄村、安营村、旧堡村、石店村、大刘庄村、南湛村、郭家庄村、贺家地村、大东庄村和小东庄村。